# Price (roman)
Pour les articles homonymes, voir Price.
Price est un roman de Steve Tesich publié en 1982 aux États-Unis et paru en français une première fois en 1984 sous le titre Rencontre d'été puis en 2014 aux éditions Monsieur Toussaint Louverture.

## Résumé
À 17 ans, insouciant et inséparable de ses deux amis Larry et Billy, Daniel Price achève sa scolarité dans une ville industrielle de la banlieue de Chicago qu'il n'a pratiquement jamais quittée. Confronté soudainement à l'agonie de son père en même temps qu'à la découverte de l'amour tel qu'il l'imagine auprès de Rachel - qui reste mystérieuse à ses yeux -, il est conduit peu à peu et malgré lui à prendre une décision quant à son avenir.

## Éditions

### Édition originale en anglais
- (en) Steve Tesich, Summer Crossing, 1982 — Édition américaine

### Éditions françaises
- (fr) Steve Tesich (auteur) et Jeanine Hérisson (traductrice), Rencontre d'été, Paris, Presses de la Renaissance, 1984, 408 p.
- (fr) Steve Tesich (auteur) et Jeanine Hérisson (traductrice), Price, Toulouse, Monsieur Toussaint Louverture, 2014, 544 p.

## Adaptation théâtrale
- 2017 : Price, création collective dirigée par Rodolphe Dana au théâtre de Lorient, centre dramatique national[1].